# Observatorium Wildberg
Das Observatorium Wildberg ist eine private Sternwarte am Stadtrand von Wildberg im Landkreis Calw in Baden-Württemberg.
Sie wurde im Jahre 1998 vom deutschen Amateurastronomen Rolf Apitzsch erbaut und wird auch von diesem betrieben. Das Observatorium ist bei der IAU unter der Nummer 198 registriert.

## Instrumente
- Ein durch eine Kuppel geschütztes Newton-Teleskop mit einem Spiegeldurchmesser von 335 mm